# Caldwell (Engeland)
Caldwell is een civil parish in het bestuurlijke gebied Richmondshire, in het Engelse graafschap North Yorkshire met 138 inwoners.